# Verpa bohemica
Verpa bohemica es una especie de hongo de la familia Morchellaceae. Es una de varias especies conocidas informalmente como "falso morel". La seta tiene un píleo color amarillo pálido o marrón con forma de dedal de 2 a 4 cm de diámetro por 2 a 5 cm de largo. Tiene una superficie rugosa y estriada con circunvoluciones como las cerebrales. El píleo cuelga de la parte superior de un tallo de color más claro y frágil, que mide hasta 12 cm de largo por 1 a 2,5 cm de espesor. Microscópicamente, el hongo se caracteriza por sus esporas grandes, típicamente de 60-80 micras por 15-18, y la presencia de sólo dos esporas por asca.
En el campo, el hongo es fácil de distinguir de las morillas verdaderas por su píleo: el de V. bohemica cuelga completamente libre del estipe. Aunque es ampliamente considerado comestible, el consumo de la seta generalmente no se recomienda debido a reportes de intoxicación en personas susceptibles. Los síntomas de envenenamiento incluyen malestar gastrointestinal y falta de coordinación muscular. V. bohemica se encuentra en el norte de América del Norte, Europa y Asia. Fructifica en primavera, crecen en el suelo en los bosques cuando se derrite la nieve, antes de la aparición del género Morchella. Los micólogos europeos suelen denominarlo Ptychoverpa bohemica.